# Panshi
För andra betydelser, se Panshi (olika betydelser).
Panshi, tidigare stavat Panshih, är en stad på häradsnivå som lyder under Jilins stad på prefekturnivå i Jilin-provinsen i nordöstra Kina.